# Long Lake Provincial Park (park i Kanada, Nova Scotia)
Long Lake Provincial Park är en park i Kanada.   Den ligger i provinsen Nova Scotia, i den sydöstra delen av landet, 1 000 km öster om huvudstaden Ottawa. Long Lake Provincial Park ligger 100 meter över havet. Den ligger vid sjön Long Lake.
Terrängen runt Long Lake Provincial Park är huvudsakligen platt. Long Lake Provincial Park ligger uppe på en höjd. Runt Long Lake Provincial Park är det ganska tätbefolkat, med 214 invånare per kvadratkilometer.. Närmaste större samhälle är Halifax, 6,9 km nordost om Long Lake Provincial Park. 
I omgivningarna runt Long Lake Provincial Park växer i huvudsak blandskog.